# Trebgaster Badesee
Der Trebgaster Badesee ist ein künstlich angelegter Badesee in der Gemeinde Trebgast im Landkreis Kulmbach, Bayern. Im 18. Jahrhundert befanden sich auf dem Gebiet Fischteiche der Bayreuther Markgrafen.

## Lage
Der See liegt etwa 1,5 Kilometer südwestlich der Ortschaft Trebgast. Er ist 680 Meter lang, 220 Meter breit und bis zu 4,5 Meter tief. Gespeist wird er von vier innerhalb des Sees liegenden Quellen. Im See befindet sich eine 7200 Quadratmeter große Insel. Der ihn umgebende Wanderweg hat eine Länge von 1500 Meter. Im Nordwesten fließt der Fluss Trebgast vorbei, in den der See entwässert.

## Geschichte
Der See wurde von 1972 an angelegt und am 12. Juni 1975 feierlich eröffnet. Die Baukosten betrugen umgerechnet 1,5 Millionen Euro. Aufgrund des geringen Gefälles des Trebgasttals konnte der See nicht aufgestaut werden. Daher wurde das moorige Gelände aufgegraben, wobei 250 000 Kubikmeter Boden zu bewegen waren. 2003 wurde der See generalsaniert.
Ein heftiger Sturm mit hohen Windgeschwindigkeiten zerstörte in der Nacht zum 21. Juni 2021 auf dem Gelände zahlreiche Bäume. Vor allem am Südufer wurden rund zwanzig entwurzelt oder in der Mitte abgebrochen.

## Infrastruktur
Der Besuch des umzäunten Areals ist kostenpflichtig. An seinem nördlichen Ende befinden sich ein Strandkiosk und Parkplätze. Weitere Infrastruktur verteilt sich rund um den See. Dazu gehören Spiel- und Sportmöglichkeiten sowie Umkleidekabinen und Duschen. Eigene Schlauchboote und Gummitiere dürfen mitgebracht werden, Hunde sind verboten. Der See ist auch mit der Bahn (der Bahnhof Trebgast liegt ca. 1000 Meter entfernt) und von Bayreuth aus über einen asphaltierten Radweg zu erreichen.

## Todesfälle am Trebgaster Badesee
- 25. Februar 2025: Polizeitaucher fanden die Leiche eines 20-jährigen Mannes aus Kulmbach, der vorher vermisst wurde.[4]
- 25. Juni 2020: Ein 27-jähriger Vater und seine vierjährige Tochter wurden nach einer mehrstündigen Suchaktion tot im See geborgen.
- 31. Juli 2019: Ein 79-jähriger Mann wurde am frühen Morgen leblos im Wasser entdeckt. Die Obduktion ergab keine Hinweise auf Fremdeinwirkung.
- 8. August 2018: Eine 22-jährige Studentin aus Bayreuth wurde nach einer groß angelegten Suchaktion tot im See aufgefunden.
- 13. Oktober 2016: Ein vermisster Mann wurde tot aus dem See geborgen.[5]